# 進步新黨
進步新黨（：／ Jinbosindang */?）是韓國的一個已不存在的社會民主主義政黨，成立於2008年，並於2012年解散。

## 歷史
第一任黨主席是魯會燦，他在2004年國會選舉中作為民主劳动党成員當選。
進步新黨未能在2008年大選中獲得國會席位，儘管魯會燦預計會贏得席位，因為他在大多數投票前調查中獲勝。
在2009年4月29日的補選中，進步新黨希望根據親工黨的人口統計數據為蔚山區贏得一個席位。2005年，新人民黨提名蔚山北區前AM曹承洙。進步新黨與民主勞動黨協商，在補選開始前提名進步黨唯一候選人。進步新黨黨與民主勞動黨最終商定提名曹承洙候選人與保守黨候選人角逐。在補選中，曹擊敗了自由韩国党候選人，進步新黨最終獲得一席。
2010年地方政府首爾市長選舉中，進步新黨候選人魯會燦獲得了3%的選票。 
2011年，民主勞動黨提議合併，但在黨員公投中以50%的支持率失敗。曹承洙退黨，新進步黨在國會失去1席。 2011年12月，以沈相奵為首的新人民黨派系脫離，加入统合进步党。
2012年，進步新黨提出與社會黨聯合。社會黨在 2012年2月19日的最後一次黨代表大會上同意團結，獲得93%的讚成票。雙方於2012年3月4日舉行了聯合儀式。
由於進步新黨在2012年4月11日舉行的第19屆國會選舉中無法獲得3%的比例選票，韓國法律現在取消政黨地位登記，這表明在選舉中無法獲得2%選票的政黨將被自動註銷。

## 政治立場
進步新黨旨在實現社會民主，並批評自由民族主義和左翼民族主義，特別是進步新黨在對朝政策上表現出比韓國自由派更敵對的傾向。為此，韓國媒體將其形容為“反朝進步派”。
進步新黨從黨章中正式提倡女權主義。進步新黨宣稱將成為“女性政黨”。
進步新黨在LGBT權益問題上也是當時韓國進步陣營中最為活躍的。該黨運行“性政治委員會”（성정치위원회）。尤其是在2008年，進步新黨提出出櫃女同志作為國會議員候選人。